# 门特罗达
门特罗达（德語：Menteroda，發音：[mɛntəˈʁoːda]）是德国图林根州温斯特鲁特-海尼希县曾经的一个市镇，面积27.35平方千米，2022年12月31日人口为1,913人。2023年1月1日，门特罗达同市镇安罗德的市辖区德尔纳、伦格费尔德和丁瓦尔德的市辖区曹恩勒登并入市镇温斯特鲁塔尔。